# トントン・マクート
トントン・マクート（ハイチ語:Tonton Macoute）は、ハイチのフランソワ・デュヴァリエ政権下の1958年に作られた秘密警察を母体とした準軍組織。組織の正式な名称は国家治安義勇隊 (Milice des Volontaires de la Sécurité Nationale, MVSN) とされた。

## 概要
ハイチの民間伝承上の「子供の誘拐魔」が、その名の由来である。クリスマスには、よい子の家にはサンタクロース（クレオールではトントン・ノエル、「クリスマスおじさん」）が来るとされるが、悪い子の家には「ナップザックおじさん」「南京袋（麻袋）おじさん」が来て子供をさらうとされる。これがトントン・マクート（トントン＝父さん・おじさん、マクート＝麻袋）である。米国などでいう「ブギーマン」と同義である。
トントン・マクートは独裁者となったハイチ大統領・フランソワ・デュヴァリエが、独裁色を強めるなかで1958年に前身の秘密警察を拡大し結成され、1962年に国家治安義勇隊と改称された。彼らは都市の黒人貧困層・地方地主の傭兵から募集され、その活動には自動的に恩赦が与えられ、給料はなく犯罪と略奪により生活した。またブードゥー教の祭司者や秘密結社のメンバーなどでも構成され隊員たちは黒いサングラスを着け、大抵は火器を所持していたが、遺体の見た目の凄惨さから、マシェーテや刀を使うことを好み、時にブードゥー教の悪魔や神などに扮してマシェーテを振い、見せしめのために被害者の遺体を広場に晒すなどして反体制派を弾圧した。その振る舞いは、日本でいえば暴力団にも似ており、国民を恐怖に陥れ、デュバリエ父子への表向きの忠誠を醸成した。拷問も敵に対する警告として日常的に行われた。小作農から土地を奪うなどしたため都市の貧困層を増大させる要因となった。
父の跡を継いだジャン＝クロード・デュヴァリエが反乱で1986年に国を追われると一時解散された。しかし、彼の後を継いだアンリ・ナンフィは民主化の約束を撤回すると共にアタシェの名でトントン・マクートを復活させた。新生トントン・マクートは、ジャン＝ベルトラン・アリスティドら民主派に対するテロをたびたび引き起こし、現在でもFRAPHなどその残党はハイチの政界に大きな影響力を持つ。
トントン・マクートを指揮したデュヴァリエ政権の第二位であったリュクネル・カンブローヌは2006年9月29日にマイアミで77歳で死亡した。